# Arniocera poecila
Arniocera poecila är en fjärilsart som beskrevs av Jordan 1907. Arniocera poecila ingår i släktet Arniocera och familjen Thyrididae. Inga underarter finns listade i Catalogue of Life.